# Countryside (Illinois)
Countryside é uma cidade localizada no estado americano de Illinois, no Condado de Cook.

## Demografia
Segundo o censo americano de 2000, a sua população era de 5991 habitantes.
Em 2006, foi estimada uma população de 5836, um decréscimo de 155 (-2.6%).

## Geografia
De acordo com o United States Census Bureau tem uma área de 7,0 km², dos quais 7,0 km² cobertos por terra e 0,0 km² cobertos por água.

## Localidades na vizinhança
O diagrama seguinte representa as localidades num raio de 8 km ao redor de Countryside.